# Trachysomus buquetii
Trachysomus buquetii är en skalbaggsart som beskrevs av Thomson 1858. Trachysomus buquetii ingår i släktet Trachysomus och familjen långhorningar. Inga underarter finns listade i Catalogue of Life.